# Kruševa Glava
Kruševa Glava (en serbe cyrillique : Крушева Глава) est un village de Serbie situé sur le territoire de la Ville de Vranje, district de Pčinja. Au recensement de 2011, il comptait 89 habitants.

## Démographie
| 1948 | 1953 | 1961 | 1971 | 1981 | 1991 | 2002 | 2011 |
| ---- | ---- | ---- | ---- | ---- | ---- | ---- | ---- |
| 453  | 471  | 456  | 401  | 294  | 197  | 135  | 89   |

|  |